# Fejø
Fejø es una isla de Dinamarca, situada al norte de Lolland. Ocupa una superficie de 16 km² y alberga una población de 611 habitantes (2005). Fejø tiene dos poblaciones; Vesterby y Østerby.